# Пјано Кроче-Пјано Вале (Кјети)
Пјано Кроче-Пјано Вале (итал. Piano Croce-Piano Valle) је насеље у Италији у округу Кјети, региону Абруцо.
Према процени из 2011. у насељу је живело 257 становника. Насеље се налази на надморској висини од 138 м.